# أنس الله
أنس الله أو أخْنُوخ (بالعبرية: חֲנוֹךְ، تلفظ: حَنُخْ) اسم يظهر في كتاب الخروج بالتوراة على أنه ابن يارد، والد متوشلخ والجد الأكبر للنبي نوح. وتذكر التوراة أنه مشى مع الله ولم يعد. (تكوين:5: 22-29). وذكر في العهد الجديد ثلاث مرات (لوقا:3: 37، عبرانيين:11: 5، وفي يهوذا:1: 14-15). أما في الإسلام فيعتبره البعض هو النبي إدريس نفسه. هناك بعض الكتابات التي تنسب إليه وتعترف بها الكنيسة الأرمنية وكنيسة التوحيد الأرثوذكسية الإثيوبية والكنيسة المورمونية إلا أن الكنائس الأخرى مثل الكاثوليكية والكنيسة الأرثوذكسية الشرقية والبروتستانتية لا تعترف بهذه الكتب مع أنها تعتبره من الأقدميين الأتقياء.

## التسمية
الشخصية المذكورة في التوراة، أي أنوش، لها عدة ترجمات في اللغة العربية. فمنهم من سموه «أنوخ»، وآخرين أطلقوا عليه اسم «أخنوخ» و «إنوك» وذلك حسب اللغة المترجمة منها. لكن الترجمة من الاسم الأصلي في العبرية (أنوش) يصبح «أنس» في العربية إذ يستبدل الشين بالسين
بين اللغتين وعادة تفتح ضمة العبرية في اللغة العربية.
أما في الإسلام، فيسمون جد أبي نوح «إدريس» الذي يعتبر من الأنبياء الذين علموا البشرية الكثير من أعمال التطور والحضارة. ولقب إدريس لكثرة دراسته للعلوم. كما يذكر في الإسلام أنه صاحب الصحائف وأنه زار الجنة ورفع إليها ﴿وَاذْكُرْ فِي الْكِتَابِ إِدْرِيسَ إِنَّهُ كَانَ صِدِّيقًا نَبِيًّا ۝٥٦ وَرَفَعْنَاهُ مَكَانًا عَلِيًّا ۝٥٧﴾ [مريم:56–57].

## أنس في سفر التكوين
يذكر أنس في ذكر التكوين على أنه سابع من عشرة آباء قبل الطوفان. وبخلاف بقية آباء ما قبل الطوفان الذين عاشوا قروناً، لم يُذكر عمر أنس بل قيل أن الله أخذه من دون شرح مستفيض، كما ذُكر: «وَسَارَ أَخْنُوخُ مَعَ اللهِ، وَلَمْ يُوجَدْ لأَنَّ اللهَ أَخَذَهُ. (تك:24: 5)».

## أنس في الكتب الأبوكريفا
هناك مجموعة كبيرة من الأعمال تنسب لأنس التي ترفضها الكنيسة المسيحية والديانة اليهودية. منها:
- كتاب أنس الأول (بالإنجليزية: 1st Book of Enoch): سفر في التوراة الأثيوبية الذي كتب ما بين القرن السادس قبل الميلاد. والقرن الأول الميلادي.
- كتاب أنس الثاني (بالإنجليزية: 2nd Book of Enoch): سفر من التوراة السلافونية القديمة التي يقدر كتابتها بالقرن الأول الميلادي.
- كتاب أنس الثالث (بالإنجليزية: 3rd Book of Enoch): سفر من الكابالا اليهودية ترجع إلى القرن الخامس الميلادي.

تذكر هذه الأسفار[ ؟ ] قصة سفر أنس إلى السماء وتعيينه حارس لكل ثروات الخليقة ورئيسا لكل الملائكة الرئيسيين والمشرف على عرش الله. كما علم كل معرفة وأسرار الكون ويا/ر الملائكة بالقيام بكل مشيئة الله. أما في الكتاب الثالث، يعتبر أنس هو ميتاترون الملاك الرئيسي في الجنة والمسؤول عن الوحي الذي نزل على النبي موسى، وبخاصة في كتاب اليوبيلات.

## في الأدب الحاخامي التقليدي
لا يوجد نظرة موحدة حول أنس في التوراة التقليدية. ففي الترجوم الغربي، يظهر أنس كشخص ورع زار الجنة وسمي بـ«الكاتب العظيم».
أما بعد المسيحية، يوصف أنس بأنه الورع الوحيد بين جيله لذلك رفع إلى الجنة قبل أن يفسد.
وبحسب راشي، من ترجوم التكوين الكبير، فإن أنس كان رجلا ورعا لكنه كان سهل الانقياد إلى الشر. لذلك، أخذه الإله الأوحد وأماته قبل أوانه.
أما في المدراش الأصغر، فقد استفاض بشرح ماهية أنس. ففي سفر القصور، ذكر الحاخام إسماعيل أنه رأى أنس عندما زار الجنة السابعة والذي قال له أن الأرض في زمانه أفسدها شياطين منها شامزاي وعزازيل[ ؟ ]، وأن الله نجاه بسحبه للسماء لرحمته. وهناك أوصاف مماثلة في سفر يشوع بن سيراخ. وفي التفاسير اللاحقة لهذه الأحداث، وصف أنس بأنه رجل تقي بشر بالتوبة وجمع حوله عدد كبير من المريدين لدرجة أنه أعلن بملكوته. وبسبب حكمته، حل السلام على الأرض لدرجة أن الله رفعه للسماء من على حصان، مثل إيليا، ليحكم أبناء الله.

## في المسيحية

### السبعونية
في ترجمة القرن الثالث اليونانية للتوراة، المعروفة بالسبعونية، ترجمت «أخذه الله» المذكورة في سفر التكوين إلى «نقله الله» من مكان إلى أخر. أما سفر سيراخ فذكر أنه نقل إلى «حديقة» بدل تعبير الجنة. فكلمة «باراديسو» اليونانية المستعملة مستقاة من كلمة فارسية تعني «حديقة مغلقة».

### العهد الجديد
ذكر أنس في العهد الجديد ثلاث مرات:
- في إنجيل لوقا 3: 3 حين ذكر أنه من أجداد المسيح.
- في الرسالة إلى العبرانيين 11: 5 من نسخة الملك جون حيث ذكر أن أنس رفع إلى الجنة حتى لا يذوق طعم الموت.
- في رسالة يهوذا 1: 14-15 حيث ذكر أنه السابع بعد أدم.

### المسيحية الأولى
فسرت أحداث أنس المذكورة في التوراة، وبخاصة في رسائل يهوذا، بطرق مختلفة خلال حقبة المسيحية الأولى. بعضهم، مثل أغسطين وأوريجانوس وجيروم، ذكروها من دون أن يعطوها أهمية أو مصداقية. أخرون، مثل جاستن وأثيناغوراس وإيرينيئوس وإكليمندس الإسكندري، استعاروا من قصة أنس فكرة أن الملائكة تزوجوا بنات الإنسان فولدوا العمالقة.

### في العصور الوسطى وعصر الإصلاح
اعتقد المجازيون، وهم طائفة من اليسوعيين الذين بشروا بالمسيحية في الصين، أن شخصية فو زي(كونفوشيوس) الصينية الأسطورية هي في الحقيقة أنس التوراة.

### المسيحية الحديثة
لا يعترف الكاثوليك بأنس كقديس. أما الكنيسة الأرمنية، فتحتفل بعيد القديس أنس يوم 26 يوليو من كل عام. أما الكنيسة الأثيوبية، فتجله كثيرا وتعتبر سفره السفر الرابع عشر في كتابهم المقدس. وأكثرية الكنائس الأخرى مثل الكاثوليكية والأرثوذكسية[ ؟ ] والإنجيلية، فلا تعترف بهده الكتب.
وبعض المبشرين الإنجيليين يعتبرونه أحد الشاهدين المذكورين في سفر الرؤيا.

### ديانة المورمون
يعتتبر أتباع طائفة المورمون، وبخاصة حركة قديسي الأيام الأخيرة أن أنس، ويسمونه أنوش، أسس مدينة فاضلة سماها صهيون في وسط عالم فاسد. كما يذكرون أن جميع سكان مدينته الفاضلة انتقلوا معه إلى السماء. وأن مدينة صهيون، وترجمتها هي «نقية القلب»، ستعود إلى الأرض مع عودة المسيح الثانية. وفي كتابهم المبادئ والعهود، ذكروا أن أنس تنبأ بطوفان نوح وبخلاص الفئة الصالحة من الناس الذين يبدأون الحياة من جديد. وذكر في كتابهم أن أدم رفع أنس إلى مرتبة الكاهن الأعظم في سن الخامسة عشرة، وباركه في سن السادسة والخمسين وعاش حتى سن 430 ثم رُفع إلى السماء.

## أنس في الإسلام
بحسب «تاريخ الطبري» و «مرج الذهب»، فإن إدريس المذكور في القرأن الكريم هو نفسه أنس أو خنوخ التوراتي. وقد ذكر مرتين في القرآن في الأيات:
- ﴿وَإِسْمَاعِيلَ وَإِدْرِيسَ وَذَا الْكِفْلِ كُلٌّ مِنَ الصَّابِرِينَ ۝٨٥﴾ [الأنبياء:85]
- ﴿وَاذْكُرْ فِي الْكِتَابِ إِدْرِيسَ إِنَّهُ كَانَ صِدِّيقًا نَبِيًّا ۝٥٦ وَرَفَعْنَاهُ مَكَانًا عَلِيًّا ۝٥٧﴾ [مريم:56–57].

كما ينسب المسلمون إلى إدريس اختراع الكتابة وتقنيات فنية أخرى أثرت الحضارة الإنسانية بما فيها دراسة علم الفلك والحياكة. واختلفت الكتابات الإسلامية في العلاقة بين إدريس وأنس. كما سموه بأسماء أخرى مثل «أنوش» و«أخنوخ» وذلك بحسب الترجمة التي اعتمدوها من مصدرها. إلا أنه هناك إجماع عن وجود نبي صالح بذلك الاسم.
ويذكر ابن كثير في كتابه البداية والنهاية:
ثم من بعده ابنه مهلاييل، وهو الذي يزعم الأعاجم من الفرس[ ؟ ]، أنه ملك الأقاليم السبعة، وأنه أول من قطع الأشجار، وبنى المدائن، والحصون الكبار. وأنه هو الذي بنى مدينة بابل، ومدينة السوس الأقصى.
وأنه قهر إبليس وجنوده، وشردهم عن الأرض إلى أطرافها، وشعاب جبالها، وأنه قتل خلقًا من مردة الجن، والغيلان، وكان له تاج عظيم، وكان يخطب الناس، ودامت دولته أربعين سنة.